# Lea Schneider (Schriftstellerin)

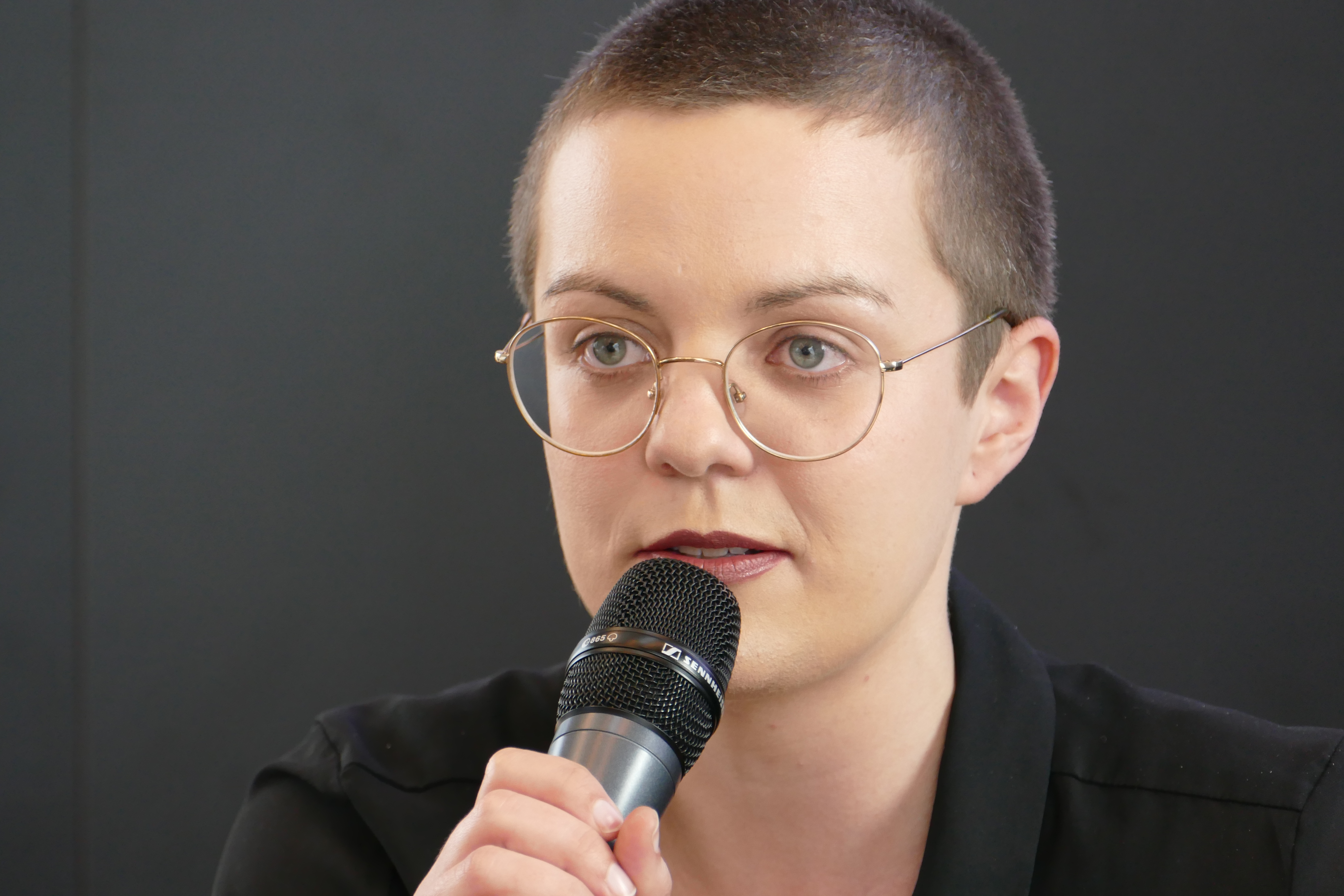
Lea Schneider bei einer Podiumsdiskussion für Fokus Lyrik in Frankfurt 2019

Lea Schneider (* 9. Juli 1989 in Köln) ist eine deutsche Schriftstellerin und Übersetzerin. Sie ist vor allem für ihre Gedichte, Essays und Übersetzungen von chinesischer Gegenwartslyrik bekannt.

## Leben
Schneider studierte Komparatistik, Sinologie, Soziologie und Linguistik an der Freien Universität Berlin und der Europa-Universität Viadrina in Frankfurt/Oder. Sie verbrachte Auslandssemester an der Fudan-Universität in Shanghai und der Zhongguo-Wenhua-Universität in Taipei, wo sie erstmals intensiv mit chinesischer Gegenwartsliteratur in Berührung kam. Sie schloss ihr Studium 2015 mit einer Arbeit über Biopolitik und Gouvernementalität in China am Beispiel des „Leftover-Women“-Phänomens (chin. 剩女 Pīnyīn: shèngnǚ) ab und arbeitet seitdem als freischaffende Autorin, Übersetzerin, Herausgeberin und Kuratorin in Berlin. 2019 begann sie eine Promotion am Exzellenzcluster Temporal Communities. Literatur als Praxis in globaler Perspektive der FU Berlin zum Thema Verletzbarkeit als Waffe. Poetiken des Sich-Selbst-Aussetzens zwischen Internetkultur, emanzipatorischer Strategie und Literaturbetrieb.
2009 gründete Lea Schneider – gemeinsam mit anderen Lyrikerinnen – das Lyrikkollektiv G13, eine Gruppe von jungen Autorinnen, die in monatlichen Feedback-Treffen, vergleichbar einer Textwerkstatt, ihre Gedichte gemeinsam diskutieren und bearbeiten. Seit 2010 arbeitet Schneider als Teil von G13 an Formaten des kollektiven Schreibens (z. B. das gemeinsam verfasste Langgedicht „das war absicht“). Sie ist ebenfalls an den unterschiedlichen Bühnenprogrammen des Kollektivs beteiligt, in denen Möglichkeiten erkundet werden, Gedichte als Performance zu inszenieren.

## Werk
2010 begann Schneider, Gedichte, Essays und Übersetzungen in verschiedenen Literaturmagazinen und Anthologien zu veröffentlichen (u. a. Belletristik, Poet, Edit, akzente, Lyrik von Jetzt 3, Jahrbuch der Lyrik 2012 und 2017). Sie arbeitet eng mit dem Verlagshaus Berlin zusammen, wo 2014 ihr Lyrikdebüt „Invasion rückwärts“ erschien. Im selben Jahr wurde Schneider mit dem Dresdner Lyrikpreis ausgezeichnet.
2015 kuratierte Schneider einen Programmschwerpunkt zu chinesischer Gegenwartslyrik für das Poesiefestival Berlin; seitdem tritt sie verstärkt als Übersetzerin und Vermittlerin chinesischer Lyrik auf. Die von ihr herausgegebene Anthologie „CHINABOX. Neue Lyrik aus der Volksrepublik“ stieß 2016 auf ein Medienecho und wurde von der Deutschen Akademie für Sprache und Dichtung als „Lyrikempfehlung 2017“ ausgezeichnet. Ebenfalls im Jahr 2016 wurde Schneider als Writer-in-Residence an das Goethe-Institut China in Nanjing eingeladen und erhielt ein Stipendium des Deutschen Übersetzerfonds für ihre Arbeit an „CHINABOX“.
Auch jenseits ihrer Arbeit mit G13 interessiert Schneider sich für kooperative Projekte und das Arbeiten an den Grenzen unterschiedlicher Kunstformen und Genres, z. B. mit dem E-Book „O0“, das sie 2016 gemeinsam mit dem Schriftsteller Tillmann Severin und dem Bildhauer Sebastian Severin publiziert hat.
2018 wurde Schneider mit dem Postpoetry.NRW-Preis sowie mit dem Poetry East West Translation Award ausgezeichnet. Ihre Gedichte wurden ins Englische, Chinesische, Russische, Französische, Slowenische und Tschechische übersetzt.

## Zitat
„Lyrik ist selbstbestimmtes Sprechen, offenes Sprechen, suchendes Sprechen, verletzbares Sprechen, und als solche ist sie kein Luxus, sondern überlebensnotwendig.“

## Auszeichnungen
- 2013: Finalistin des Open Mike[1]
- 2014: Dresdner Lyrikpreis[9]
- 2016: Stipendium des Deutschen Übersetzerfonds[13]
- 2016: Writer-in-Residence des Goethe-Institut China in Nanjing[12]
- 2017: Lyrikempfehlung der Deutschen Akademie für Sprache und Dichtung[11]
- 2018: NRW-Preis Postpoetry[15]
- 2018: Poetry East West Translation Award[16]
- 2020: Horst Bingel-Preis für Literatur
- 2021: Berliner Kunstpreis (Literatur)[18]

## Bücher

### Gedichtbände
- 40% Paradies. Gedichte des Lyrikkollektiv G13. Anthologie. Herausgegeben von Annette Kühn, Christian Lux. Luxbooks, Wiesbaden 2011, ISBN 978-3-939557-70-8.
- das war absicht. (= Schöner Lesen 128). In Kooperation mit dem Lyrikkollektiv G13. Illustriert von Claudia Schramke und David Lyle. Sukultur, Berlin 2013, ISBN 978-3-95566-018-5.
- Invasion rückwärts. Gedichte. Illustriert von Andreas Chwatal. Verlagshaus Berlin, Berlin 2014, ISBN 978-3-940249-63-0.
- O0. (= Edition Binaer). Zusammen mit Tillmann Severin. Gedichte zur Ausstellung von Sebastian Severin.  Herausgegeben von Marcel Diel. Verlagshaus Berlin, Berlin 2016, e-book ISBN 978-3-945832-17-2.[19]
- made in china. Gedichte. Illustriert von Yimeng Wu. Verlagshaus Berlin, Berlin 2020, ISBN 978-3-945832-38-7.

### Essay
- Scham. Essay. (= Edition Poeticon). Verlagshaus Berlin, Berlin 2021, ISBN 978-3-945832-48-6.[20]

### Übersetzungen
- CHINABOX. Neue Lyrik aus der Volksrepublik. Verlagshaus Berlin, Berlin 2016, ISBN 978-3-945832-20-2.
- Yan Jun. internationaler tag der reparatur. Gedichte in Chinesisch u. Deutsch. Illustriert von Yimeng Wu. Hochroth, Berlin 2016, ISBN 978-3-902871-90-9.
- Zang Di: Gesellschaft für Flugversuche. Hanser, München 2019, ISBN 978-3-446-26393-2.